# ストアブランド (ノルウェーの企業)
ストアブランド（ノルウェー語: Storebrand ASA）は、ノルウェー・オスロに本拠を置く金融機関。生命保険と年金を主要事業とするが、損害保険や投資銀行業務も扱っている。オスロ証券取引所上場企業（OSE: STB）。

## 沿革
1767年に設立されたDen almindelige Brand-Forsikrings-Anstaltを源流とする。
2006年末より、ストアブランドはリテール市場に財物損害保険や傷害保険を販売しており、これら商品は同社の子会社であるStorebrand Skadeforsikring ASが販売している。
2007年にスベンスカ・ハンデルスバンケンの生命保険・年金部門の子会社であったSPPを買収し、スウェーデンにおいても大きな事業基盤を持つこととなった。
株式はOBX指数採用銘柄となっている。また、社会的責任投資に参加する企業についてのレポートを発行している。